# Álex Acuña
Alejandro Neciosup Acuña (departamento de Lima, 12 de diciembre de 1944), conocido como Álex Acuña, es un percusionista y baterista peruano.

## Biografía
Nació en el pueblo de Pativilca, a 195 km al norte de la Lima (capital del Perú). A la edad de 4 años empezó a tocar la batería y la percusión. A los 10 años de edad, comenzó a tocar con la orquesta de su padre y hermanos, Tropical Boys de los Hermanos Neciosup. Con 16 años, llegó a ser uno de los músicos peruanos más solicitados como instrumentista de sesión para diversos programas de televisión, películas, obras de teatro y grabaciones de discos. También participó como músico de conciertos en vivo, llegando a ser un artista de alto nivel.
A los 18 años, se unió a la banda de Pérez Prado, y en 1965, se trasladó a Puerto Rico.
En 1974, Acuña se mudó a Las Vegas (Estados Unidos), y trabajó con artistas como Elvis Presley y Diana Ross. Al año siguiente (1975) se incorporó al grupo de jazz-fusión Weather Report,
con el que ganó un premio Grammy.
En 1978 se trasladó al esado de California (Estados Unidos) y se convirtió en músico de sesión: grabó y tocó la batería y la percusión en vivo con
- Paul McCartney
- Ella Fitzgerald
- Chick Corea
- Joni Mitchell
- Whitney Houston
- Plácido Domingo
- Wayne Shorter (saxofonista de Weather Report)
- Joe Zawinul (tecladista de Weather Report)
- Herbie Hancock
- Carlos Santana
- Roy Orbison (1936-1988)
- Tom Jobim
- Roberta Flack
- U2
- Al Jarreau
- Beck
- Phil Keaggy
- Sam Phillips
- Sergeant Petter
- Jim Walker

Realizó grabaciones con músicos culturalmente diversos como
- Peter Gabriel,
- Lee Ritenour,
- Javier Malosetti,
- Pepe Alva,
- Jackson Browne,
- Johnny Clegg,
- Pedro Eustache,
- Lucas Leyes,
- Robbie Robertson,
- Flavio Sala,
- Marcos Witt y
- Osamu Kitajima.

En 1980 participó tocando la percusión en la grabación de «The tide is high», canción incluida en el álbum Autoamerican, de Blondie.
Su aporte también se dio en el álbum Rattle and Hum (1987) de U2, en la percusión del tema «Hawkmoon 269».
En los años 1980 realizó la gira Período de Sesiones con la banda cristiana de jazz Koinonia, que incluyó a músicos como
Abraham Laboriel,
Justo Almario,
Hadley Hockensmith,
Harland Rogers y
Bill Maxwell.
Trabajó en el álbum Crow Jane Alley, de Willy DeVille.
Participó como percusionista en el concierto de Roy Orbison (1936-1988) de 1987 denominado A Black and White Night, junto con músicos de la banda de Elvis Presley y otros grandes artistas.
También trabajó como profesor de percusión en la Universidad de California y en el Berklee College of Music.
En 1994, grabó en vivo con Ron Kenoly
―acompañado de
Justo Almario,
Abraham Laboriel,
Chester Thompson y
Tom Brooks―
en el Atlanta Civic Center con una asistencia al concierto de 4000 personas.
En 2001 fue nominado al premio Grammy por su trabajo Acuarela de tambores.
A mediados de los años 2000 trabajó para la empresa discográfica CanZion, del cantante, pastor evangélico y empresario estadounidense Marcos Witt.
En 2009 trabajó en el álbum De la buena onda, del guitarrista italiano Flavio Sala (1983-).
En 2011 trabajó en el álbum Heritage, de la banda sueca de metal progresivo Opeth. 
El 7 de marzo de 2011 regresó al Perú para realizar un concierto en homenaje a la banda Weather Report.
En 2023 obtuvo el reconocimiento del Premio del Consejo Directivo en los Premios Grammy por su trayectoria.

## Discografía
- 1964: Lights! Action! Prado, de Perez Prado (batería)
- 1975: Live in Berlin 1975, de Weather Report (percusión)
- 1976: Moonshadows, de Alphonso Johnson (percusión)
- 1976: Montreux Jazz Festival 1976, de Weather Report (compositor)
- 1976: Black Market, de Weather Report)
- 1977: Heavy Weather, de Weather Report)
- 1977: Ecue ritmos cubanos, de Louie Bellson (percusión)
- 1977: Don Juan's reckless daughter, de Joni Mitchell (percusión)
- 1977: Birds of Passage, de Sadao Watanabe (percusión)
- 1977: Captain Fingers, de Lee Ritenour (percusión)
- 1977: Arabesque, de John Klemmer (percusión)
- 1978: Time and Chance, de Caldera (percusión)
- 1978: The Captain's Journey, de Lee Ritenour (batería, percusión)
- 1978: Smokin', de Frankie Ortega (batería)
- 1978: Black Forest, de Luis Conte (batería)
- 1979: Friendship, de Lee Ritenour (batería), timbales)
- 1979: Río, de Lee Ritenour (batería)
- 1979: Feel The Night, de Lee Ritenour (congas, timbales, percusión)
- 1979: Dreamer, de Caldera (percusión)
- 1979: Nightingale, de Gilberto Gil (batería, percusión)
- 1979: No one home, de Lalo Schifrin (batería)
- 1979: Minnie, de Minnie Riperton (batería)
- 1979: Live at the Public Theater, de Heath Brothers (percusión)
- 1979: Brazilia, de John Klemmer (percusión)
- 1979: Bottom Line, de John Mayall (percusión)
- 1980: The Builder, de Michael Omartian de Conductor)
- 1980: The best of John Klemmer, Vol. 1: Mosaic, de John Klemmer (percusión)
- 1980: Masterless Samurai, de Osamu Kitajima (batería)
- 1980: Salsa picante, de Clare Fischer (percusión y timbales)
- 1980: Only love can sustain (publicado en Latinoamérica como Solo el amor puede sostener), de Luis Alberto Spinetta, grabado en Estados Unidos (batería y percusión)
- 1980: Odori, de Hiroshima (como artista invitado)
- 1980: Look In Your Heart, de Ernie Watts (percusión)
- 1980: In Harmony, de Sesame Street (batería)
- 1980: Gaviota, de Poncho Sánchez (como artista invitado)
- 1980: Autoamerican, de Blondie (percusión)
- 1981: 2+2, de Clare Fischer (timbales, percusión)
- 1981: Machaca, de Clare Fischer (tambora, batería, timbales, percusión, bongós)
- 1981: Ella Abraça Jobim, de Ella Fitzgerald (batería)
- 1981: Rit, de Lee Ritenour (batería)
- 1982: Rit 2, de Lee Ritenour (batería)
- 1982: Hollywood, de Maynard Ferguson (percusión)
- 1982: Heartlight, de Neil Diamond (batería)
- 1982: Secrets of the Andes, de Victor Feldman (batería, percusión)
- 1982: Touchstone, de Chick Corea (batería, percusión)
- 1983: The Prodigious Piano of Bobby Enriquez, de Bobby Enriquez (batería, percusión)
- 1983: Friends, de Larry Carlton (percusión)
- 1983: Don Grusin, de Don Grusin (batería, percusión)
- 1983: Live at Concerts by the Sea, Vol. 1, de Bobby Enriquez (batería)
- 1984: Live at Concerts by the Sea, Vol. 2, de Bobby Enriquez (batería)
- 1984: How Will the Wolf Survive?, de Los Lobos (percusión)
- 1984: Blues & Other Happy Moments, de Barone Brothers (percusión)
- 1984: Another Time, Another Place, de Dan Siegel (percusión)
- 1985: On The Edge, de Dan Siegel (percusión)
- 1985: Musican, de Ernie Watts (batería)
- 1985: Forever Friends, de Justo Almario (flauta, batería, percusión, programación de batería electrónica)
- 1985: Lyle Mays, de Lyle Mays (batería, percusión)
- 1985: Dog eat dog, de Joni Mitchell (percusión)
- 1985: Atlantis, de Wayne Shorter (batería)
- 1985: Harlequin, de Dave Grusin, Lee Ritenour de Percusión )
- 1986: Short Stories, de Dan Siegel (percusión)
- 1986: Sanctuary, de Ernie Watts de Saxo tenor, batería, percusión)
- 1986: New Day, de Brian Bromberg (batería, percusión)
- 1986: Last Nite, de Larry Carlton (percusión)
- 1987: Yauaretê, de Milton Nascimento (batería)
- 1987: Plumbline, de Justo Almario (batería, percusión, congas, timbales y voces)
- 1987: Northern Nights, de Dan Siegel (percusión)
- 1987: La Bamba (Original Motion Picture Soundtrack) (percusión)
- 1987: Walkin' on Air, de Bobbysocks! (percusión)
- 1987: Portrait, de Lee Ritenour (percusión)
- 1987: Four Corners, de Yellowjackets (percusión y voces)
- 1987: By the Light of the Moon, de Los Lobos (percusión)
- 1987: All Systems Go, de Donna Summer (percusión)
- 1988: The Best of Ella Fitzgerald (Pablo), de Ella Fitzgerald (batería)
- 1988: Politics, de Yellowjackets (percusión)
- 1988: The Immigrants, de The Zawinul Syndicate (batería, percusión)
- 1988: Concierto de Aranjuez, de Lee Ritenour, Kazumi Watanabe, Kenji Omura (batería)
- 1988: Temple of Low Men, de Crowded House (percusión)
- 1988: Rattle and Hum, de U2 (percusión)
- 1988: La pistola y el corazón, de Los Lobos (percusión)
- 1989: The spin, de Yellowjackets (percusión, arreglos)
- 1989: Kilowatt, de Kazumi Watanabe (percusión)
- 1989: On the corner, de John Patitucci (batería)
- 1989: Front seat, de Sadao Watanabe (percusión)
- 1990: The Neighborhood, de Los Lobos (batería), percusión, shekere)
- 1990: BASSically Speaking, de Brian Bromberg (batería, percusión)
- 1991: Zephyr, de Don Grusin (congas, batería, percusión)
- 1991: Woodface, de Crowded House (percusión)
- 1991: The Mambo Kings (1992 Original Soundtrack), de Tito Puente, Celia Cruz, Arturo Sandoval (percusión)
- 1991: Sereno, de Wilkins (batería, percusión)
- 1991: Oasis, de Eric Marienthal (percusión)
- 1991: Heart of the Bass, de John Patitucci (percusión)
- 1991: Going Home, de Dan Siegel (percusión)
- 1991: Sweet Deal, de Sadao Watanabe (percusión)
- 1991: Greenhouse, de Yellowjackets (percusión)
- 1991: Collection, de Lee Ritenour (batería, percusión)
- 1991: Night Ride Home, de Joni Mitchell (percusión)
- 1992: No Borders, de Don Grusin (batería), cajón, congas, bongos, palmas, percusión)
- 1992: Night Calls, de Joe Cocker (percusión)
- 1992: Matters of the Heart, de Tracy Chapman (percusión)
- 1992: King of the Hearts, de Roy Orbison (batería, percusión)
- 1992: Kiko, de Los Lobos (percusión)
- 1992: Kid Gloves, de Larry Carlton (percusión)
- 1992: Heritage, de Justo Almario (batería), percusión, cajón)
- 1992: GRP All-Star Big Band, de GRP All-Star Big Band (percusión)
- 1992: GRP 10th Anniversary Collection, de GRP All-Star Big Band (percusión)
- 1992: Drums & Percussion, de Alex Acuña de Primary Artist)
- 1992: Thinking of You, de Alex Acuña and the Unknowns)
- 1992: Lift Him Up with Ron Kenoly, de Ron Kenoly (percusión)
- 1992: Worship with Don Moen, de Don Moen (percusión)
- 1992: Out of the Cradle, de Lindsey Buckingham (percusión)
- 1992: F-Zero Jazz Album (percusión)
- 1993: World of Contemporary Jazz Groups: GRP Gold Encore Series (percusión)
- 1993: Dear Friends, de Abraham Laboriel, Larry Carlton (batería)
- 1993: Rejoice Africa, de Lionel Peterson (percusión)
- 1993: We Are One, de Tom Inglis (percusión)
- 1993: Tropical Heart, de Oscar Castro-Neves (batería, percusión)
- 1993: The Gateway, de Dan Siegel (percusión)
- 1993: One Touch, de Eric Marienthal (percusión)
- 1993: Native Land, de Don Grusin de Voces, batería, congas, tabla, tamborines, caxixi, percusión)
- 1993: Another World, de John Patitucci (batería), percusión, voces)
- 1994: Trust in the Lord de Live Worship with Don Moen, de Don Moen (batería, percusión)
- 1994: God Is Able, de Ron Kenoly (batería, percusión)
- 1994: As For My House, de Rick and Cathy Riso (percusión)
- 1994: Símbolo de amor, de María Martha Serra Lima (batería)
- 1994: De mi alma latina, de Placido Domingo (percusión)
- 1995: Collection, de Yellowjackets (percusión, compositor)
- 1995: Men In Worship, de Jack Hayford (percusión)
- 1995: Sing Out with One Voice, de Ron Kenoly (percusión)
- 1995: Mistura fina, de John Patitucci (percusión)
- 1996: Antonio Carlos Jobim And Friends, de Antonio Carlos Jobim (percusión)
- 1996: Wayruro, de Jean Pierre Magnet (batería), percusión, voces)
- 1996: This Is Jazz, Vol. 19, de Wayne Shorter (batería)
- 1996: This Is Jazz, Vol. 10, de Weather Report (batería)
- 1996: My People, de Joe Zawinul (percusión)
- 1996: Misses, de Joni Mitchell (batería, percusión)
- 1996: Hits, de Joni Mitchell (percusión)
- 1996: Cosas de la vida, de María Martha Serra Lima (percusión)
- 1996: Gillespiana, de Lalo Schifrin (percusión)
- 1997: You Know That Feeling, de Brian Bromberg (percusión, cascabel)
- 1997: Audiophile, de Victor Feldman (batería, percusión)
- 1997: Orozco, de León Gieco (percusión)
- 1997: Taking Notes, de Jeff Berlin (percusión)
- 1997: Loving You, de Shirley Horn (percusión)
- 1997: El Ángel, de Óscar Feldman (batería)
- 1998: This Is Jazz, Vol. 40: The Jaco Years, de Weather Report (batería)
- 1998: Priceless Jazz, de Yellowjackets (percusión)
- 1998: Por amor, de Álvaro López Arista & Res-Q Band (percusión)
- 1999: Latin Jazz Suite, de Lalo Schifrin (percusión)
- 2000: Acuarela de tambores, de Álex Acuña (nominado al Grammy)
- 2001: Pepe Alva, de Pepe Alva (percusión)
- 2002: Los Hijos del Sol: To My Country, de Alex Acuña, Paquito D'Rivera, Wayne Shorter de Productor, mezclador, batería, percusión, voces, cajón)
- 2002: Live and Unreleased, de Weather Report (batería, percusión)
- 2002: Faces & Places, de Joe Zawinul de Main Personnel, Shaker, percusión)
- 2003: Punk Jazz: The Jaco Pastorius Anthology, de Jaco Pastorius (batería)
- 2003: Alegría, de Wayne Shorter (percusión)
- 2004: Rediscovery On Grp: Chick Corea Family, de Chick Corea (batería, percusión)
- 2004: The Hang, de Don Grusin (batería, percusión)
- 2005: No Accent, de Álex Acuña de Primary Artist, Producción, Batería, percusión)
- 2006: Serenata Inkaterra, de Jean Pierre Magnet (percusión)
- 2006: Live at Montreux Jazz Festival 1976, de Weather Report (batería)
- 2006: Brown Street, de Joe Zawinul (percusión)
- 2006: Forecast: Tomorrow, de Weather Report (percusión)
- 2006: Favorites: Sun Sea and Sand, de Antonio Carlos Jobim (percusión)
- 2006: Tribute Concert, de Antonio Carlos Jobim (percusión)
- 2006: All One, de Oscar Castro-Neves de Main Personnel, Batería)
- 2007: Tambolero, de Jazz on the Latin Side All Stars de Member of Attributed Artist, Batería)
- 2007: Lalo Schifrin and Friends, de Lalo Schifrin de Additional Personnel, Performer)
- 2007: In the Spirit of Jobim, de Brian Bromberg de Featured Artist, Batería, percusión)
- 2007: Ultimate Jaco Pastorius, de Jaco Pastorius (percusión)
- 2008: Amparo, de Dave Grusin y Lee Ritenour (batería, percusión)
- 2008: Change of Space, de Patrick Moraz (percusión)
- 2009: The Chick Corea Songbook, de The Manhattan Transfer (percusión)
- 2009: It is what it is, de Brian Bromberg (congas, percusión, String Section)
- 2009: Jungle City, de Álex Acuña de Primary Artist)
- 2009: Serenata de los Andes en vivo, de Jean Pierre Magnet (percusión)
- 2010: Drum 'n' Voice Vol. 3, de Billy Cobham (percusión)
- 2010: The Imagine Project, de Herbie Hancock (percusión)
- 2011: Heritage de Opeth de Percusión en 'Famine')
- 2012: ¡Ritmo!, de The Clare Fischer Latin Jazz Big Band (dirigido por Brent Fischer) (batería, percusión)
- 2012: Barxeta with Jan Gunnar Hoff and Per Mathisen)
- 2012: Live & Extensions, de The Manhattan Transfer (percusión)
- 2012: Compared to That, de Brian Bromberg de Featured Artist, percusión)
- 2013: The Voice of Jazz, de Ella Fitzgerald (batería)
- 2014: Love Has Many Faces: A Quartet, A Ballet, Waiting to Be Danced, de Joni Mitchell (percusión y campanas)
- 2015: Jaco (original soundtrack), de Jaco Pastorius (congas, percusión)
- 2016: Full Circle, de Brian Bromberg (congas, percusión)
- 2016: Sing (original motion picture soundtrack), música de la película ¡Canta! (percusión)